# Konrad von Rothenstein

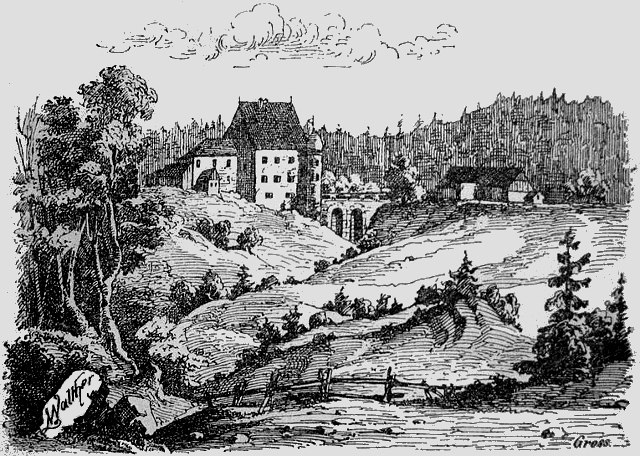
Burg Rothenstein vor dem Einsturz 1873

Konrad von Rothenstein († im 14. Jahrhundert) war der Stammvater des Adelsgeschlechts der von Rothenstein. Er war ebenso Gubernator des Fürststifts Kempten. Der Stammsitz derer von Rothenstein war auf der Burg Rothenstein, von welcher heute nur noch Ruinen erhalten sind.

## Besitzungen und Geschichte
Im Jahre 1293 ist Konrad von Rothenstein urkundlich nachweisbar. Zu dieser Zeit ist er Pfandherr der Herrschaften Schönegg, Grönenbach, Woringen und Wolkenberg. Im Jahre 1315 besitzt Konrad von Rothenstein ebenfalls die Hälfte der Stadt Babenhausen. Ebenfalls im Besitz 1320 befanden sich die Burg Hausen im Rheintal des Stifts St. Gallen.
Im Jahr 1323 schloss Konrad von Rothenstein mit Erzherzog Leopold I. von Österreich einen Vertrag über den Bau von zwei Burgen in Woringen, der unteren und der oberen Burg.

## Stammtafel
|                                                |                                                | Ludwig von Rothenstein                         | Ludwig von Rothenstein                         | Ludwig von Rothenstein                         | Ludwig von Rothenstein                         | Ludwig von Rothenstein | Ludwig von Rothenstein |                                             |                                             | Hermann von Rothenstein                     | Hermann von Rothenstein                     | Hermann von Rothenstein                     | Hermann von Rothenstein                     | Hermann von Rothenstein | Hermann von Rothenstein |                                          |                                          | Konrad von Rothenstein                   | Konrad von Rothenstein                   | Konrad von Rothenstein                   | Konrad von Rothenstein                   | Konrad von Rothenstein | Konrad von Rothenstein |                           |                           |                           |                           |                           |                           |          |          |                                 |                                 |                                 |                                 |                                 |                                 |  |  |                                                        |                                                        |                                                        |                                                        |                                                        |                                                        |  |  |  |  |  |  |  |  |  |  |  |  |  |  |  |  |  |  |
|                                                |                                                | Ludwig von Rothenstein                         | Ludwig von Rothenstein                         | Ludwig von Rothenstein                         | Ludwig von Rothenstein                         | Ludwig von Rothenstein | Ludwig von Rothenstein |                                             |                                             | Hermann von Rothenstein                     | Hermann von Rothenstein                     | Hermann von Rothenstein                     | Hermann von Rothenstein                     | Hermann von Rothenstein | Hermann von Rothenstein |                                          |                                          | Konrad von Rothenstein                   | Konrad von Rothenstein                   | Konrad von Rothenstein                   | Konrad von Rothenstein                   | Konrad von Rothenstein | Konrad von Rothenstein |                           |                           |                           |                           |                           |                           |          |          |                                 |                                 |                                 |                                 |                                 |                                 |  |  |                                                        |                                                        |                                                        |                                                        |                                                        |                                                        |  |  |  |  |  |  |  |  |  |  |  |  |  |  |  |  |  |  |
|                                                |                                                |                                                |                                                |                                                |                                                |                        |                        |                                             |                                             |                                             |                                             |                                             |                                             |                         |                         |                                          |                                          |                                          |                                          |                                          |                                          |                        |                        |                           |                           |                           |                           |                           |                           |          |          |                                 |                                 |                                 |                                 |                                 |                                 |  |  |                                                        |                                                        |                                                        |                                                        |                                                        |                                                        |  |  |  |  |  |  |  |  |  |  |  |  |  |  |  |  |  |  |
|                                                |                                                |                                                |                                                |                                                |                                                |                        |                        |                                             |                                             |                                             |                                             |                                             |                                             |                         |                         |                                          |                                          |                                          |                                          |                                          |                                          |                        |                        |                           |                           |                           |                           |                           |                           |          |          |                                 |                                 |                                 |                                 |                                 |                                 |  |  |                                                        |                                                        |                                                        |                                                        |                                                        |                                                        |  |  |  |  |  |  |  |  |  |  |  |  |  |  |  |  |  |  |
|                                                |                                                |                                                |                                                |                                                |                                                |                        |                        |                                             |                                             |                                             |                                             |                                             |                                             |                         |                         |                                          |                                          | Konrad von Rothenstein                   | Konrad von Rothenstein                   | Konrad von Rothenstein                   | Konrad von Rothenstein                   | Konrad von Rothenstein | Konrad von Rothenstein |                           |                           |                           |                           |                           |                           | Adelheid | Adelheid | Adelheid                        | Adelheid                        | Adelheid                        | Adelheid                        |                                 |                                 |  |  |                                                        |                                                        |                                                        |                                                        |                                                        |                                                        |  |  |  |  |  |  |  |  |  |  |  |  |  |  |  |  |  |  |
|                                                |                                                |                                                |                                                |                                                |                                                |                        |                        |                                             |                                             |                                             |                                             |                                             |                                             |                         |                         |                                          |                                          | Konrad von Rothenstein                   | Konrad von Rothenstein                   | Konrad von Rothenstein                   | Konrad von Rothenstein                   | Konrad von Rothenstein | Konrad von Rothenstein |                           |                           |                           |                           |                           |                           | Adelheid | Adelheid | Adelheid                        | Adelheid                        | Adelheid                        | Adelheid                        |                                 |                                 |  |  |                                                        |                                                        |                                                        |                                                        |                                                        |                                                        |  |  |  |  |  |  |  |  |  |  |  |  |  |  |  |  |  |  |
|                                                |                                                |                                                |                                                |                                                |                                                |                        |                        |                                             |                                             |                                             |                                             |                                             |                                             |                         |                         |                                          |                                          |                                          |                                          |                                          |                                          |                        |                        |                           |                           |                           |                           |                           |                           |          |          |                                 |                                 |                                 |                                 |                                 |                                 |  |  |                                                        |                                                        |                                                        |                                                        |                                                        |                                                        |  |  |  |  |  |  |  |  |  |  |  |  |  |  |  |  |  |  |
|                                                |                                                |                                                |                                                |                                                |                                                |                        |                        |                                             |                                             |                                             |                                             |                                             |                                             |                         |                         |                                          |                                          |                                          |                                          |                                          |                                          |                        |                        |                           |                           |                           |                           |                           |                           |          |          |                                 |                                 |                                 |                                 |                                 |                                 |  |  |                                                        |                                                        |                                                        |                                                        |                                                        |                                                        |  |  |  |  |  |  |  |  |  |  |  |  |  |  |  |  |  |  |
|                                                |                                                |                                                |                                                |                                                |                                                |                        |                        |                                             |                                             |                                             |                                             |                                             |                                             |                         |                         |                                          |                                          |                                          |                                          |                                          |                                          |                        |                        |                           |                           |                           |                           |                           |                           |          |          |                                 |                                 |                                 |                                 |                                 |                                 |  |  |                                                        |                                                        |                                                        |                                                        |                                                        |                                                        |  |  |  |  |  |  |  |  |  |  |  |  |  |  |  |  |  |  |
| Johannes von Rothenstein (Deutschherrenritter) | Johannes von Rothenstein (Deutschherrenritter) | Johannes von Rothenstein (Deutschherrenritter) | Johannes von Rothenstein (Deutschherrenritter) | Johannes von Rothenstein (Deutschherrenritter) | Johannes von Rothenstein (Deutschherrenritter) |                        |                        | Heinrich von Rothenstein († kurz nach 1373) | Heinrich von Rothenstein († kurz nach 1373) | Heinrich von Rothenstein († kurz nach 1373) | Heinrich von Rothenstein († kurz nach 1373) | Heinrich von Rothenstein († kurz nach 1373) | Heinrich von Rothenstein († kurz nach 1373) |                         |                         | Ludwig der Alte von Rothenstein (~ 1329) | Ludwig der Alte von Rothenstein (~ 1329) | Ludwig der Alte von Rothenstein (~ 1329) | Ludwig der Alte von Rothenstein (~ 1329) | Ludwig der Alte von Rothenstein (~ 1329) | Ludwig der Alte von Rothenstein (~ 1329) |                        |                        | Friedrich von Rothenstein | Friedrich von Rothenstein | Friedrich von Rothenstein | Friedrich von Rothenstein | Friedrich von Rothenstein | Friedrich von Rothenstein |          |          | Konrad von Rothenstein († 1344) | Konrad von Rothenstein († 1344) | Konrad von Rothenstein († 1344) | Konrad von Rothenstein († 1344) | Konrad von Rothenstein († 1344) | Konrad von Rothenstein († 1344) |  |  | Anna von Rothenstein (Abtissin im Kloster Edelstetten) | Anna von Rothenstein (Abtissin im Kloster Edelstetten) | Anna von Rothenstein (Abtissin im Kloster Edelstetten) | Anna von Rothenstein (Abtissin im Kloster Edelstetten) | Anna von Rothenstein (Abtissin im Kloster Edelstetten) | Anna von Rothenstein (Abtissin im Kloster Edelstetten) |  |  |  |  |  |  |  |  |  |  |  |  |  |  |  |  |  |  |

Die drei Geschwister Ludwig, Hermann und Konrad wurden erstmals 1239 genannt. Wessen Sohn  Konrad war, ist der Literatur nicht eindeutig zu entnehmen.
Nach Konrad von Rothenstein entwickelten sich zwei Linien derer von Rothenstein. Diese wurden von Ludwig „dem Alten“ von Rothenstein, sowie Friedrich von Rothenstein fortgeführt. Die erste Linie starb mit Ludwig von Rothenstein im Jahr 1482, die zweite Linie mit Heinrich von Rothenstein im Jahr 1562 aus.

### Nachfahren
- Johannes von Rothenstein war Ritter im Orden der Deutschherren. Von ihm ist nichts weiter bekannt.
- Heinrich von Rothenstein erbte Babenhausen, welches er jedoch 1363 um 6000 fl. an Albrecht von Rechberg verkaufte. Heinrich von Rothenstein war wohnhaft in Grönenbach. Aus seiner Ehe mit einer gewissen Elsbeth ging eine Tochter Ella hervor. Er vererbte alle seine Besitzungen seinem Neffen gleichen Namens Heinrich von Rothenstein, ein Sohn von Ludwig dem Alten von Rothenstein.
- Ludwig der Alte von Rothenstein erhielt bei der Erbteilung 1339 Rothenstein-Grönenbach, sowie die untere Woringer Burg.
- Friedrich von Rothenstein erbte 1339 Zell und Woringen, sowie weitere Güter in Albrechts und Ebersbach.
- Konrad von Rothenstein erhielt die Burg Wolkenberg und wurde 1344 von Bürgern aus Kempten hingerichtet, nachdem er einen Bürger erschlagen hatte.
- Anna von Rothenstein wurde Äbtissin im Kloster Edelstetten.